# Саобраћај у Грчкој
Грчка је изразито средоземна земља која излази на неколико мора (Егејско, Јонско, Средоземно) са бројним заливима, острвима и полуострвима, а у унутрашњости је изразито планиска земља и најчешће је одвојена природним препрекама од других балканских земаља. Овакви природни услови условили окренутост мору и, са тим у вези, поморском саобраћају, а у последњих деценија, и авиосаобраћају. Главна чворишта у земљи су два највећа града, Атина и Солун.
Грчка има развијен друмски, железнички, ваздушни и водни саобраћај.

## Железнички саобраћај
Укупна дужина железничке мреже у Грчкој је 2.571 km, од чега је 764 km електрификовано (2004. године). На пруге стандардне ширине колосека отпада 1565 km, док су остало пруге уског колосека. Постоји чак и 23 km троколосечне пруге (2 стандардна колосека и један уски колосек).
Тренутно једини град са метро системом је престоница Атина (погледати Атински метро), а у Солуну је изградња у току (погледати Солунски метро). Град Атина има и савремен трамвајски превоз од 2004. године.

Железничка веза са суседним земљама:
- Турска - да
- Бугарска - да
- Северна Македонија - да
- Албанија - не

## Друмски саобраћај
Укупна дужина путева у Грчкој је око 117.000 km, од чега је 107.406 km асфалтирано (2006. година). Дужина ауто-путева тренутно износи 1030 km, али се у наредним годинама очекује изградња нових деоница. Они носе ознаке редних једноцифрених бројева.
Савремени ауто-путеви у Грчкој су:
- Ауто-пут 1, познат и као "Народни пут" - део европског коридора Е75, Атина - Лариса - Солун - граница са Северном Македонијом, укупна дужина 553 km, изграђен савремени ауто-пут целом дужином. Данас постоје планови за скраћење пута изградњом моста преко залива и пробијањем једног дужег тунела.
- Ауто-пут 2, познат и као "Пут Игњација" - део европског коридора Е90, Игуменица - Јањина - Гревена - Солун - Кавала - граница са Турском, укупна дужина 670 km, изграђен савремени ауто-пут у дужини од 360 km од Солуна до турске границе, док је остали део пута у изградњи.
- Ауто-пут 3 - Лариса (почетак од Ауто-пута 1) - Козани - Гревена (веза на Ауто-пут 2) - граница са Северном Македонијом, укупна дужина 670 km, од 2002. године започети први радови на изградњи савременог ауто-пута у виду градње чворишта постојећег магистралног пута са две траке.
- Ауто-пут 4 - део европског коридора Е90, Козани - Бер - Солун, дати ауто-пут ће постати део Ауто-пута 2.
- Ауто-пут 5, познат и као "Јонски пут" - део европског коридора Е55, Патрас - Амфилохија - Арта - Јањина, укупна дужина 196 km, изграђен савремени ауто-пут у дужини од око 100 km од Патраса до Арте, а предвиђени рок изградње целе дужине пута је 2012. година.
- Ауто-пут 6 - Јањина - Трикала - Лариса (веза на Ауто-пут 1) - Волос, изградња у плану.
- Ауто-пут 7 - Коринт (почетак од Ауто-пута 8) - Триполис - Каламата, са граном ка Спарти, укупна дужина 205 km, од тога данас изграђено 47 од Коринта до Триполиса.
- Ауто-пут 8 - део европског коридора Е94, Атина - Коринт (веза са Ауто-путем 7) - Патрас (веза са Ауто-путем 5), укупна дужина 215 km, од чега је већи део савремени ауто-пут.

## Водени саобраћај
У уводном делу је наглашено да је Грчка је изразита приморска и средозема земља, па је поморски саобраћај изузетно развијен и савремен. Грчка трговачка флота поседује 3.338 бродова (1999. године) са више од 1000 укупних регистарских тона (GRT). Веома је развијен и путнички поморски превоз, јер је обала веома разуђена, са много острва и полуострва. Туристички превоз такође је развијен и он се ослања на превоз путника између Атине (тј. атинског међународног аеродрома) и острва, као крајњих одредишта туриста.
Главне поморске луке су:
- Алексадруполи
- Волос
- Елефсина
- Кавала
- Крф
- Игуменица
- Лаврион
- Митилини
- Патрас
- Пиреј
- Родос
- Солун
- Халкис
- Хераклион (Ираклион)

Већих река у Грчкој нема, па нема ни речног саобраћаја. Са друге стране, постоји саобраћај каналима, тачније кроз Коринтски канал.

## Гасоводи и нафтоводи
Нафтовод: Дужина токова је 547 км (2006. године).
Гасовод: Дужина токова је 26 км (2006. године).

## Ваздушни транспорт
С обзиром на разуђеност грчке земље, постојање бројних острва и развијеност туризма авио-превоз игра веома важну улогу. У Грчкој постоји 82 званично уписаних аеродрома (2005. године), од којих је 67 са чврстом подлогом (погледати: Аеродроми у Грчкој). Чак 40 аердорома има IATA код (IATA Airport Code), многи и на острвима са 10-20 хиљада становника. 
Највећи и по промету најзапосленији су следећи аеродроми:
- Међународни аеродром „Елефтериос Венизелос“ у Атини - ATH
- Међународни аеродром „Македонија“ у Солуну - SKG
- Међународни аеродром „Дијагора“ на Родосу - HER
- Међународни аеродром „Никос Казанцакис“ у Хераклиону - RHO
- Међународни аеродром „Јоанис Каподистријас“ на Крфу - CFU
- Међународни аеродром „Хипократ“ на Косу - KGS

Највећи и најважнији аеродром у земљи је Међународни аеродром у Атини, најоптерећенији аеродром на Балкану и један од најоптерећенијих у Европи. Заједно са аеродромом у Солуну спада у ред стално прометних аеродрома уз велике градове. Остали аеродроми у Грчкој су намењени највише туристичком авиосаобраћају и углавном упослени су током летње туристичке сезоне.
У земљи званично постоји и 8 хелиодрома (2005. године).